# Zabreczany
Zabreczany (biał. Забрачаны, Zabraczany; ros. Забречаны, Zabrieczany) – wieś na Białorusi, w obwodzie grodzieńskim w rejonie grodzieńskim, w sielsowiecie Sopoćkinie.
W latach 1921–1939 Zabreczany należały do gminy Balla Wielka w ówczesnym województwie białostockim.